# Fabrizio Bontempi
Fabrizio Bontempi (Brescia, 1 de novembre de 1966) és un ciclista italià professional des del 1989 fins al 1998.
Quan era amateur va guanyar una medalla als Jocs del Mediterrani de Latakia i va participar en el Jocs Olímpics de Seül. Com a professional va participar en el Giro d'Itàlia i a la Volta a Espanya i va guanyar algunes curses menors.
Un cop retirat va dirigir diferents diversos equips ciclistes, especialment el Lampre, entre el 2003 i el 2013, al costat de Giuseppe Saronni, amb qui es va trobar embolicat en l'afer Màntua.
El gener de 2023 va ser nomenat president de la Comissió de Carretera de la Federació Italiana de Ciclisme.

## Palmarès
- 1986
  - 1r a la Coppa Caduti Nervianesi
- 1987
  - 1r a la Coppa Fiera di Mercatale
  - 1r al Gran Premi Kranj
  - 1r a la Coppa d'Inverno
- 1988
  - 1r a la Milà-Busseto
- 1990
  - Vencedor d'una etapa de la Schwanenbrau Cup
- 1993
  - 1r al Giro dei Sei Comuni
- 1995
  - 1r al Gran Premi de la Indústria i el Comerç de Prato
- 1997
  - Vencedor d'una etapa del Boland Bank Tour

### Resultats a la Volta a Espanya
- 1993. 96è de la classificació general

### Resultats al Giro d'Itàlia
- 1992. 136è de la classificació general
- 1993. 112è de la classificació general
- 1995. 87è de la classificació general
- 1996. 52è de la classificació general
- 1997. 102è de la classificació general